# サヴォイ・カクテルブック
『サヴォイ・カクテルブック』（英語: The Savoy Cocktail Book）とは、イギリスのロンドンにある「サヴォイ・ホテル」のチーフ・バーテンダーであったハリー・クラドックによって1930年に初版が編纂されたカクテルのレシピに関する書籍である。「カクテル・ブックの古典中の古典」などと表現されている。
カクテルの名前を見ると、古典だけにいささか古めかしい名前が並んでいるうえ、バイブルと形容されていても技術書ではない。しかし、ちょっとしたコメントや古めかしい名前からは、禁酒法時代のアメリカからロンドンに渡ったバーテンダーから見た、上品さと楽しさを併せ持つハイソサエティーの雰囲気が少しだけ伝わってくる。
また、クラドックとは別人によって、本のページの1/5以上はワインについて書かれている。
1952年、1965年、1985年、1996年に再版され、1999年と2014年に改版されている。